# Chthonius tadzhikistanicus
Espèce
Chthonius tadzhikistanicus est une espèce de pseudoscorpions de la famille des Chthoniidae.

## Distribution
Cette espèce est endémique du Tadjikistan. Elle se rencontre vers Sibeston (tg) dans le district de Danghara dans la province de Khatlon.

## Étymologie
Son nom d'espèce lui a été donné en référence au lieu de sa découverte, le Tadjikistan.

## Publication originale
- Dashdamirov & Schawaller, 1992 : Pseudoscorpions from Middle Asia, Part 1 (Arachnida: Pseudoscorpiones). Stuttgarter Beiträge zur Naturkunde, sér. A, vol. 474, p. 1-18(texte intégral).